# Maria (filha de Basílio I)
Maria (em grego: Μαρία) foi uma nobre bizantina do século IX, filha de Basílio e Eudócia Ingerina. Nasceu depois de 867 e era irmã de Helena, Ana, Alexandre, Leão e Estêvão e meia-irmã de Constantino e Anastácia. Após Basílio ser coroado imperador, mas antes de 873, foi ordenada freira com suas irmãs no Mosteiro de Santa Eufêmia, na capital. Segundo o Sobre as Cerimônias, foi sepultada no Mosteiro do Arquiestratego ou Mosteiro de Miguel.